# Трителлурид пентасеребра
Трителлурид пентасеребра — бинарное неорганическое соединение
серебра и теллура
с формулой Ag5Te3,
кристаллы.

## Получение
- В природе встречается минерал схожего состава штютцит — Ag35Te20 [2].

- Нагревание стехиометрических количеств чистых веществ:

{\displaystyle {\mathsf {5Ag+3Te\ {\xrightarrow {460^{o}C}}\ Ag_{5}Te_{3}}}}

## Физические свойства
Трителлурид пентасеребра образует кристаллы нескольких модификаций:
- α-Ag5Te3, гексагональная сингония, пространственная группа P 6/mmm, параметры ячейки a = 1,338 нм, c = 0,845 нм, Z = 6, существует при температуре ниже 250°С;
- β-Ag5Te3, существует при температуре 250÷418°С;
- γ-Ag5Te3, существует при температуре выше 417÷419°С [3][4][5][6].

Соединение образуется по перитектической реакции при температуре 460°С.